# Claus Wolfschlag
Claus-Martin Wolfschlag (* 1966 in Hessen) ist ein deutscher Politologe und Publizist. Er gehört zu den Stammautoren der Jungen Freiheit und wird politisch der Neuen Rechten zugeordnet. Seine Veröffentlichungen werden von Politikwissenschaftlern und Fachautoren als akademische Anti-Antifa-Publizistik bezeichnet.

## Leben

### Studium
Claus Wolfschlag wurde in Nordhessen geboren. Er studierte Mittlere und Neuere Geschichte, Kunstgeschichte und Politikwissenschaft an der Johann Wolfgang Goethe-Universität Frankfurt am Main sowie an der Rheinischen Friedrich-Wilhelms-Universität Bonn. 1993 schrieb er seine Magisterarbeit (M.A.) über den nationalkonservativen Widerstand gegen Adolf Hitler; seit Ende der 1990er Jahre veröffentlicht er über die Außerparlamentarische Opposition (APO) und linken Antifaschismus. 2001 wurde er bei den Politikwissenschaftlern Hans-Helmuth Knütter (obwohl bereits emeritiert) und Manfred Funke an der Philosophischen Fakultät der Universität Bonn mit der Dissertation Das antifaschistische Milieu. Vom „schwarzen Block“ zur „Lichterkette“ – Die politische Repression gegen „Rechtsextremismus“ in der Bundesrepublik Deutschland zum Dr. phil. promoviert. Die Arbeit wurde im Leopold Stocker Verlag in Graz verlegt.

### Publizistik
Bereits Ende der 1980er Jahre veröffentlichte Wolfschlag seine ersten Aufsätze in der Zeitschrift Europa, dem Organ des NPD-nahen Nationaleuropäischen Jugendwerkes.  In der Folge verfasste er als freier Publizist Beiträge in Wochen-, Tageszeitungen und anderen Periodika des politisch rechten Spektrums. So schreibt er regelmäßig in der Jungen Freiheit, ansonsten erschienen Artikel in deutschsprachigen Blättern wie Burschenschaftliche Blätter, Eckartbote, Etappe, Gegengift, Neue Ordnung, Ostpreußenblatt, Sezession, Sigill, Volkslust, wir selbst, Zeitenwende (Hagal), Zinnober und Zur Zeit. Als freier Mitarbeiter arbeitete Claus Wolfschlag außerdem für die Tageszeitung Offenbach-Post insbesondere über kulturelle Ereignisse in Offenbach wie beispielsweise den Tag der Architektur.
Vereinzelte Beiträge publizierte er in den 2000er Jahren in der Frankfurter Allgemeinen Zeitung (FAZ).  Wolfschlag gab einen Bildband mit Fotografien von Sandra Mann (2003) heraus, verfasste eine Einführung in das Werk des völkischen Malers Ludwig Fahrenkrog und veröffentlichte Kurzgeschichten in Sammelbänden.
Als Referent war er u. a. bei der Bibliothek des Konservatismus (2014) geladen.
Nebenbei hatte Wolfschlag kleine Schauspielrollen, etwa in dem Spielfilm Über Nacht (2002) von Horst Krassa und Kurzfilmen.

## Rezeption

### Beiträge
Der Politikwissenschaftler und Soziologe Armin Pfahl-Traughber, seinerzeit Referatsleiter in der Abteilung für Rechtsextremismus im Bundesamt für Verfassungsschutz, kritisiert Wolfschlags Buch Hitlers rechte Gegner. Wolfschlag, so Pfahl-Traughber, schöpfe sein Wissen „in der Regel aus zweiter Hand“ und übernehme „Informationen aus ein paar Werken der Sekundärliteratur, ohne häufig die Primärliteratur der Porträtierten im Original zur Kenntnis genommen zu haben“. Das Buch beabsichtige „mit relativ offen erkennbarer politisch motivierter Absicht, mit der Betonung auf die Distanz der vorgestellten Gruppen und Strömungen zur Hitlerschen NSDAP, diese moralisch von der Schuld intellektueller Wegbereitung und ideologischer Gemeinsamkeiten zu entlasten.“
Der Sozialwissenschaftler Thomas Pfeiffer, kritisiert in seiner Dissertation, dass Wolfschlag die „NS-Beteiligung“ des der Konservativen Revolution nahestehenden Malers Fidus in einem Jahrbuchsbeitrag nur „entschuldigend“ andeute.
In einem in der Jungen Freiheit erschienenen Beitrag (Der Feind im eigenen Land) schüre Wolfschlag „das Bild von den Linken als ‚Vaterlandsverräter‘“. Es werden darüber hinaus „xenophobe Ressentiments für legitim erklärt“, so der Kölner Sozialwissenschaftler Alexander Häusler, heute am Forschungsschwerpunkt Rechtsextremismus/Neonazismus tätig.
Nach dem Politikwissenschaftler Stefan Kubon, der Artikel in der Jungen Freiheit untersuchte, begegne Wolfschlag anscheinend „neuheidnischen Strömungen [...] sehr wohlwollend“. Außerdem entwickele Wolfschlag an anderer Stelle ein „regelrechtes Schreckensszenario, wenn er die Zuwanderung von Ausländern nach Deutschland thematisiert“, so Kubon.

### Dissertation
Der Politikwissenschaftler Walter Rösch bemängelt an Das antifaschistische Milieu. Vom schwarzen Block zur Lichterkette: „Überall wittert [Wolfschlag] linke Repression, wo Wissenschaftler oder Publizisten rechte Agitation beim Namen nennen. Der Nachweis besteht jedoch oft nur aus kurzen Satzfragmenten in Form einer Auflistung. Die Zielrichtung des Autors scheint von vornherein der Versuch zu sein, Vertreter des rechten Spektrums zu Opfern zu stilisieren und diejenigen, die sich mit Rechtsextremismus beschäftigen, als Vertreter eines aus seiner Sicht illiberalen Meinungskartells zu brandmarken.“
Der Chemnitzer Extremismusforscher Eckhard Jesse konzedierte bereits 2002 in einem Sammelband für die Konrad-Adenauer-Stiftung: vor einem „Verständnis, das den Antifaschismus verklärt, muss ebenso gewarnt werden wie vor dem entgegengesetzten Anliegen, das diesen dämonisiert. Wer wie Claus-M. Wolfschlag den Begriff des ‚antifaschistischen Milieus‘ weit ausdehnt und den Eindruck erweckt, als würden staatlicherseits Repressionen gegen Gegner des ‚Antifaschismus‘ unternommen, muss sich den Vorwurf gefallen lassen, dass er selbst keine klare Abgrenzung von rechtsextremistischen Strömungen vornimmt.“
Der Chemnitzer Politikwissenschaftler Tim Peters stellt zu Wolfschlags Buch fest: „Der beeindruckende Materialreichtum wird relativiert durch eine unübersichtliche Gliederung, ein fehlendes intersubjektiv nachvollziehbares Analyseraster sowie die starke Parteilichkeit des Autors, der sich relativ vorbehaltlos mit denen solidarisiert, die er als Opfer der ‚antifaschistischen Repression‘ sieht und die er als ‚Rechtsgerichtete‘ oder ‚Differenzialisten‘ bezeichnet. Die Distanzierung vom allgemein anerkannten Begriff des Rechtsextremismus und dessen durchgehende Verwendung nur in Anführungszeichen, weil es für diesen Begriff keine klare Definition gebe und er ‚willkürlich als Mittel der Denunziation eingesetzt‘ werde, verstärken Zweifel an der wissenschaftlichen Seriosität der Arbeit.“
Die Osnabrücker Soziologin Bärbel Meurer notiert zu Das antifaschistische Milieu: „rechtsextremistische Popagandaschrift“.
Die Politologin Bettina Blank, die die Antifa für den Verfassungsschutz Baden-Württemberg erforscht hat, bemängelt an Wolfschlags Dissertation, dass diese „in ihrer politischen Einseitigkeit dem Thema nicht gerecht“ werde. Die Arbeit operiere „auf der Basis von Ausgangsthesen, mit denen der Autor selbst ein fragwürdiges Verhältnis zu Politik und Gesellschaft der Bundesrepublik offenbart.“ Unter eher linken Publizisten werde das Werk der „Akademische[n] Anti-Antifa“ zugeordnet.

### Einordnung
Sozialwissenschaftler wie Rainer Benthin und Clemens Heni sowie andere Beobachter aus Wissenschaft und Publizistik verorten Wolfschlag politisch bei der Neuen Rechten. Er trat bei diversen rechten Veranstaltungen auf, u. a. den Dresdner Freiheitsgesprächen. Am 23. Februar 2002 referierte Wolfschlag bei einer Veranstaltung der Burschenschaft Danubia München, die zu diesem Zeitpunkt vom Bayerischen Landesamt für Verfassungsschutz als rechtsextreme Organisation beobachtet wurde, in Vertretung des rechtskonservativen Politikwissenschaftlers Konrad Löw. Wolfschlags Vortrag zum Thema Antifaschismus – Terror von links wurde vom bayerischen Verfassungsschutz mit der Feststellung kommentiert: „Die Burschenschaft Danubia zeigt damit weiterhin keine Berührungsängste gegenüber Referenten, die zur Verharmlosung des Rechtsextremismus tendieren.“
Verschiedene Autoren ordnen Wolfschlag der intellektuellen Anti-Antifa zu, so etwa Heni, der ihn als „Anti-Antifa Akademiker“ bezeichnete. Wolfschlag produzierte „Steckbriefe verschiedener Rechtsextremismusforscher“, u. a. zum Politikwissenschaftler Hajo Funke. Auch der Fachjournalist Anton Maegerle will bei ihm einen „Anti-Antifa-Stil“ erkennen: Wolfschlag stelle in seinen Publikationen mitunter „missliebige Journalisten, Publizisten und Wissenschaftler“ an den Pranger. Der Fachjournalist Andreas Speit bemerkte, dass Wolfschlag in „extrem-rechten Publikationen“ schreibe und „Personen aus der Antifa“ oute.
Auch im Handbuch Rechtsextremismus von Thomas Grumke und Bernd Wagner sowie im Buch Die Wochenzeitung „Junge Freiheit“ (2008) von Stephan Braun und Ute Vogt wird seine Publizistik als Anti-Antifa bezeichnet. Armin Pfahl-Traughber sieht auch Wolfschlags 2023 veröffentlichte Schrift Linke Räume. Bau und Politik von einer Anti-Antifa-Rhetorik durchzogen. Die Beschäftigung mit dem modernen Städtebau diene Wolfschlag dazu, „bekannte rechtsextremistische Narrative und Stereotype“ vorzutragen.

## Veröffentlichungen

### Bücher
- Hitlers rechte Gegner. Gedanken zum nationalistischen Widerstand. Arun-Verlag, Engerda 1995, ISBN 3-927940-18-6.
- (als Hrsg.) Bye-bye '68 … Renegaten der Linken, APO-Abweicher und allerlei Querdenker berichten. Leopold Stocker Verlag, Graz / Stuttgart 1998, ISBN 3-7020-0815-2.
- Das „antifaschistische Milieu“: vom „schwarzen Block“ zur „Lichterkette“. Die politische Repression gegen „Rechtsextremismus“ in der Bundesrepublik Deutschland. Stocker, Graz / Stuttgart 2001, ISBN 3-7020-0932-9 (zugleich Dissertation an der Universität Bonn, 2001).
- Sven Henkler: Augenzeugen der Opposition. Gespräche mit Hitlers rechten Gegnern. Zeitenwende, Dresden 2002, ISBN 3-934291-14-7.
- (als Hrsg.) Night-life. Kehrer, Heidelberg 2003, ISBN 3-933257-96-4.
- (als Hrsg.) „Alle hatten überlebt …“. Persönliche Berichte vom Kriegsende 1945 in Deutschland. Edition Octopus im Verlagshaus Monsenstein und Vannerdat, Münster 2005, ISBN 3-86582-240-1.
- Ludwig Fahrenkrog – Das goldene Tor. Ein deutscher Maler zwischen Jugendstil und Germanenglaube. Verlag Zeitenwende, Dresden 2006, ISBN 3-934291-39-2.
- (als Hrsg.) Hans Doerner: 100 Jahre und ein bisschen mehr… Anleitung zum gesunden Alt-Werden. Edition Octopus im Verlagshaus Monsenstein und Vannerdat, Münster 2007, ISBN 978-3-86582-406-6.
- Traumstadt und Armageddon. Zukunftsvision und Weltuntergang im Science-Fiction-Film. Ares-Verlag, Graz 2007, ISBN 978-3-902475-38-1.
- „Und altes Leben blüht aus den Ruinen“. Rekonstruktion in Architektur und Kunst seit 1990. Ares-Verlag, Graz 2021, ISBN 978-3-99081-071-2.
- Linke Räume. Bau und Politik. (= kaplaken. 85), Verlag Antaios, Steigra 2023, ISBN 978-3-949041-85-3.

### Buchbeiträge
- Argus beschaut den Kampf um Multikultopia. In: Stefan Ulbrich (Hrsg.): Multikultopia. Gedanken zur multikulturellen Gesellschaft. Vilsbiburg, Arun-Verlag 1991, ISBN 3-927940-03-8, S. 17–68.
- Der Maler Fidus und die Bewertung seiner Arbeit im Lichte der Nachkriegsforschung. In: Heinz-Theo Homann, Gerhard Quast (Red.): Jahrbuch zur Konservativen Revolution. Thomas, Köln 1994.
- Heimat bauen. Für eine menschliche Architektur. In: Andreas Molau (Hrsg.): Opposition für Deutschland. Widerspruch und Erneuerung. Verlagsgesellschaft Berg, Berg am Starnberger See 1995, ISBN 3-86118-046-4, S. 113–152.
- Frust, Wut, Kontrolle. Von der „freiheitlich-demokratischen“ zur „antifaschistisch-volksdemokratischen“ Grundordnung seit 1989/90 und Antifa ist Pop. Zur populärkulturellen Konstituierung einer radikalen Linken. In: Hans-Helmuth Knütter, Stefan Winckler (Hrsg.): Handbuch des Linksextremismus. Die unterschätzte Gefahr. Leopold Stocker Verlag, Graz 2002, ISBN 3-7020-0968-X. S. 83–97 und S. 98–118.

## Filmografie
- Frank Furter, Hausener Bub: Deutschland von Innen – Demokratie im Fadenkreuz. Dokumentation, Blu-TV, Deutschland 2014 (mit Bernd Lucke (AfD), Wolfgang Hübner (Freie Wähler Frankfurt), Jan Timke (Bürger in Wut), Hans-Olaf Henkel (AfD), Claus Wolfschlag).